# Melinda Monroe
Melinda "Mel" Monroe es un personaje ficticio de la serie Un lugar para soñar (2019) basado en las novelas de Virgin River de Robyn Carr. Es una enfermera y matrona que trabaja en la ciudad de Los Ángeles y se muda a la remota ciudad —ficticia— de Virgin River, en California.El personaje es interpretado por la actriz Alexandra Breckenridge.

## Biografía

### Mark Monroe
Poco se sabe sobre la historia temprana de Melinda, aparte de que se mudó de Los Ángeles para escapar de los dolorosos recuerdos de su pasado y trabajó en una sala de urgencias en Los Ángeles. Más tarde se revela que Mel tiene problemas para concebir y experimentó una muerte fetal, y esto afectó negativamente su matrimonio con Mark durante los últimos años. Después de su quinto intento fallido de embarazo, Mel y Mark no estuvieron de acuerdo sobre continuar la fecundación in vitro y Mark quiso suspenderlo; Sin embargo, Mel se mostró reacia a interrumpir el tratamiento porque quería tener un hijo propio con Mark.
La noche de la muerte de Mark, los dos estaban discutiendo sobre si continuar el tratamiento o no. Mel le dijo a Mark que pensaba que deberían tomar un descanso, y cuando Mark apartó la vista de la carretera, los dos son atropellados por un camión y Mark resultó fatalmente herido y luego murió en el hospital.

### El luto de Mark
A pesar de comenzar a acercarse a Jack y su eventual relación, Mel lucha con la pérdida de Mark, especialmente cuando se acerca su primer aniversario. Mel cree que las cosas nunca mejorarán para ella, pero Hope la ayuda en el asunto y le ofrece sus consejos sobre una historia compartida de pérdida de un marido.
Las cosas se ponen difíciles para Mel cuando la hermana de Mark, Stacey, llega a Virgin River y le pide el anillo de compromiso que Mark le devolvió. Stacey le dice a Mel que fueron sus abuelas y que Mark hubiera querido que permaneciera en la familia, pero Mel la reprende citando que ella es parte de la familia, incluso si Mark está muerto. Mel lucha con el concepto por un tiempo, pero finalmente decide que el anillo es suyo y no lo devolverá.

### Mudanza a Virgin River
Cansada de su vida actual en Los Ángeles y queriendo escapar del dolor de sus recuerdos pasados, Melinda responde a un anuncio de partera publicado por un médico en un pequeño pueblo rural, Virgin River. Sin embargo, Melinda se sorprende por lo que encuentra en el camino y se da cuenta de que el pequeño pueblo rural no es lo que sospechaba que sería.
Mel lucha con su nueva amistad laboral con Vernon Mullins , el médico de la ciudad. Vernon insiste en que no necesita ayuda y se muestra reacio a permitir que Mel practique la medicina, incluso en emergencias cuando él no está presente hasta que pueda demostrar que ella es competente. Mel finalmente siente que Vernon la trata como su asistente y le entrega su aviso a Hope McCrea, citando que permanecerá en el puesto hasta que se encuentre un reemplazo, pero que se irá poco después.
Finalmente, Mel se convence de quedarse y demuestra su valía ante Vernon cuando una familia es envenenada por el pesticida de Calvin. Mel ayuda a Vernon a diagnosticar la causa y Vernon cree que ahora es competente para ejercer; él le pide que se quede en Virgin River como enfermera practicante y agrega su nombre al cartel de práctica afuera.

### Jack Sheridan
Mel comienza a acercarse más a Jack Sheridan cuando llega a Virgin River; Sin embargo, inicialmente hay complicaciones, dado que ella está de duelo y Jack está involucrado con otra mujer. Sin embargo, los dos finalmente comienzan a pasar tiempo juntos cuando Hope le pide a Jack que se asegure de que Mel se quede en Virgin River.
Finalmente, los dos tienen relaciones sexuales entre ellos, pero Mel se aleja, citando que no ha superado a Mark y que las cosas van demasiado rápido para ella. Después de que ella sufre una crisis nerviosa y deja Virgin River, las cosas se vuelven aún más difíciles para los dos cuando Jack se enoja con Mel por irse sin decirle ni discutir el asunto con él. Cuando regresa, le resulta difícil conectarse con Jack, quien pronto se revela que está esperando gemelos con Charmaine.
A pesar de las luchas y los obstáculos en su relación, los dos finalmente se admiten mutuamente que están enamorados y acuerdan que harán públicos sus sentimientos; Esto causa problemas entre la comunidad para Mel, ya que la gente comienza a sospechar que Mel le ha "robado" a Jack a Charmaine, sin embargo, este no es el caso, y los dos comienzan a verse exclusivamente.
Una de las canciones favoritas de Mel es "Have a Little Faith in Me" de John Hiatt. Jack toca esta canción mientras le propone matrimonio a Mel.